# 圣巴斯弟盎堂 (马德里)
圣巴斯弟盎堂（西班牙語：Iglesia de San Sebastián）是一座16世纪罗马天主教教堂，位于西班牙马德里中区的阿托查街39号。
在1936年西班牙内战期间，该堂遭到洗劫和轰炸，几乎被毁。许多艺术品被转移到其他地方，例如圣热罗尼莫修道院。该堂在1943-1959年之间重建。1969年，该堂被列为西班牙文化财产。

## 小堂
白冷圣母小堂, 被称为 "建筑师小堂"，建于 1693年。圣心小堂是由Antonio Sillero设计。

## 历史重要性
数百年来，教会的档案保存了许多名人的传记资料，包括

### 洗礼

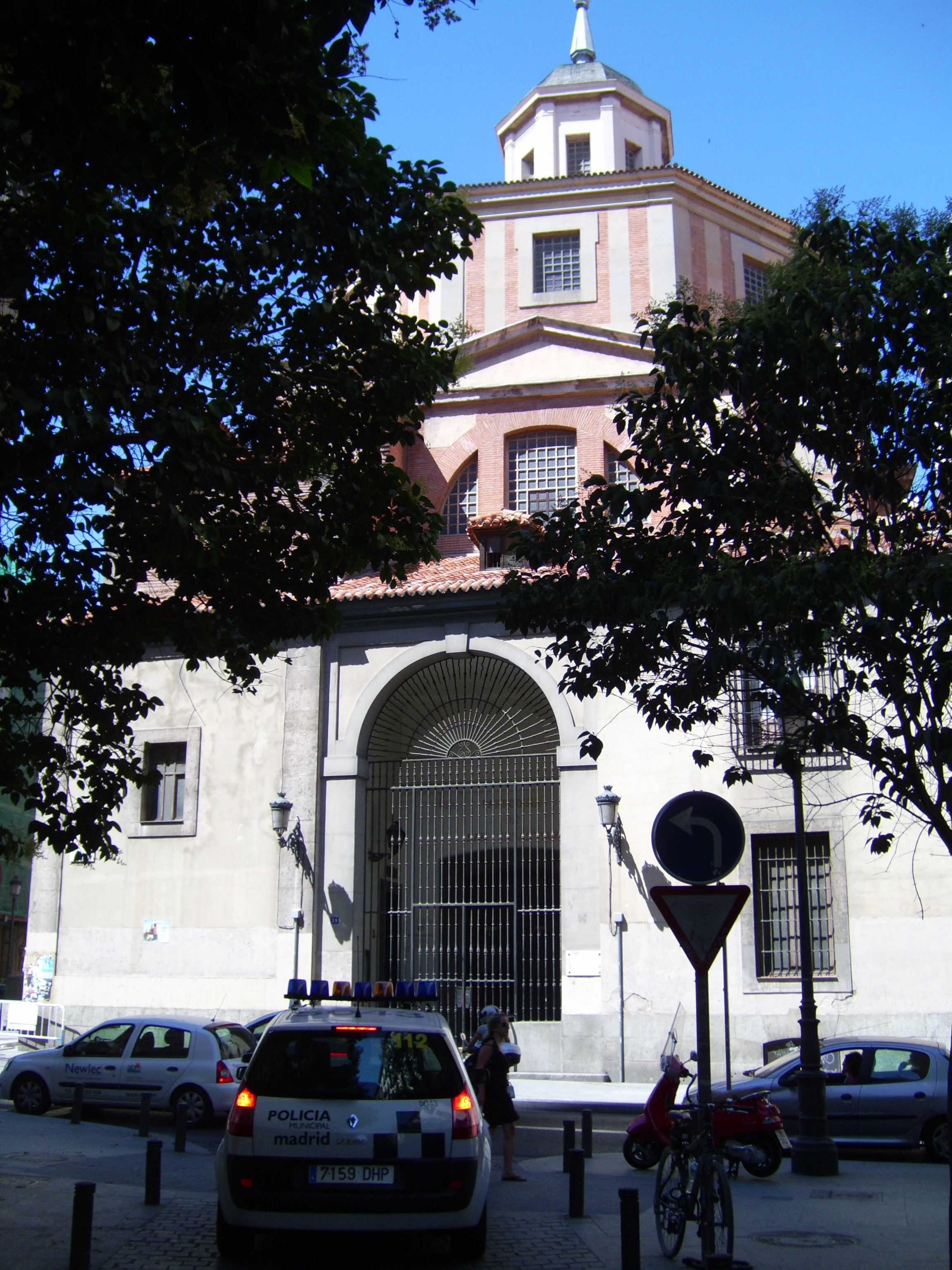

- 何塞·埃切加赖（1832）
- 哈辛托·贝纳文特（1866）

### 葬礼
- 米格尔·德·塞万提斯（1616）
- 洛佩·德·维加（1635）
- 何塞·德·埃斯普龙塞达（1842）

### 婚礼
- 马里亚诺·何塞·德·拉腊